# 技術科学大学
技術科学大学（ぎじゅつかがくだいがく）は、日本の国立大学の形態の一つ。高等専門学校からの3年次編入生を主として受け入れ、大学院修士課程までの一貫教育や4年次の実務訓練（必修のインターンシップ）が特色の新構想大学。高専連携室を備え、高等専門学校との連携を深めている。英語名はUniversity of Technology、技科大（ぎかだい）と略されることが多い。

## 概要
「実践的、創造的な能力を備えた指導的技術者の養成」を目的に昭和51年(1976年)に文部省が設置した。
特色ある技術教育の体系をとっており、高等専門学校の卒業者等を第3学年に、定員の過半数として受け入れることを目的としている。また大学院が併設され、学部から修士課程までの一貫教育が特色であり、大学院まで進学する比率が高い。また、定員の一部として専門高校、普通高校の卒業者等を第1学年に受け入れる。
技術科学大学は現在、愛知県豊橋市の豊橋技術科学大学、新潟県長岡市の長岡技術科学大学の2校がある。
長岡市への設置は新潟大学工学部の新潟市移転で高等教育機関の空白地となる長岡市の国立大学誘致に端を発するものである。田中角栄首相（当時）のお膝元である同市への設置が決定された時、「長岡だけではまずい、もう一校、太平洋側にも」ということで、同じく国立大学誘致を推進していた豊橋市へも設置されることとなった。
地方の単科大学ながら、長岡・豊橋の両校とも21世紀COEに2件採択されており、相応の研究レベルを誇る。近年は高専連携室を設置し、学生・教職員の交流や共同研究プロジェクト、日本高専学会年会の開催等、高等専門学校との連携を深めている。長岡は専門職大学院や海外への実務訓練等、高専と連携したeラーニング、原子力人材育成等、独特の教育活動に特色がある。対して豊橋はグローバルCOEや研究大学強化促進事業の採択、企業と連携した実務訓練、MOT等、活発な産学連携活動や研究活動が目立つ。

## 技術科学大学の特徴
主として高専編入生を受け入れる新構想大学として設立されたことから、他の大学とは異なる特徴がある。

### 教育・受験など
- 学部は学科ではなく「○○工学課程」、大学院は「○○工学専攻」と呼ばれる。所属や組織として「○○工学系」と呼ぶ。
- 基本的に大学院修士課程（博士前期課程）までの一貫教育を行う。そのため、途中の学部4年次に企業や官公庁で実社会での経験を積むことを目的とした実務訓練を必修にしている。若干名、他大学の院へ進学する学生がいるが、この学生達も実務訓練へ行く。しかし、学部卒で就職する場合は学内でプロジェクトを行う。
- 高専からの編入試験において、推薦は書類選考であり大学へ赴いての面接試験等は行われない。ただし推薦にあたり、各高専の校長との面接が行われる場合がある。
- 高専3年次編入に加え、近年は高専専攻科から大学院修士課程に進学するケースも増えている。
- 1年次入学生のうち、半数が普通高校（普通科・理数科）からの進学であり、半数は工業高校等専門学科からの推薦による進学である。普通高校からの進学者は入学時には課程配属はされず、希望や成績に応じて2学期以降に配属される。

### 学生生活など
- 北は北海道、南は沖縄まで、全国の高専から学生が集まる。工業高校からの進学者についても似た傾向があるが、普通科からの進学者は比較的地元の学生が多い。
- アジアを中心に、アラブ・アフリカ等世界各国から多くの留学生が集まっており、留学生との交流活動も盛んである。

### 高等専門学校との連携
- 高専との連携が盛んであり、高専連携室[3][4]を備えている。
- 夏季には高専4年生が技術科学大学の研究室で、インターンシップの代わりに実習を行う制度がある。
- 高専・技術科学大学人員交流制度により、高専教員が大学へ、大学教員が高専へ1～2年程度出向するようになった。しかし、それ以前から高専の教官が大学へ2年程度滞在することは行われていた。
- 主として高専の技術職員向けの講習が技術科学大学で開催されている。
- 高専と技術科学大学が連携して行う共同教育研究への助成制度が設けられている。

## 豊橋と長岡の違い
兄弟校として設立されたことから制度や建物の配置等共通点も多いが、以下のような違いがある。特に2010年に豊橋では学科再編が行われたため、違いが増えてきた。

### 実務訓練
- 実務訓練の期間、位置付けが異なる．
  - 長岡は卒業研究の代わりとして、10月以降の5カ月程で実施する。学部卒で就職する者は研究室で卒業研究（課題研究）を行う。また、早くから海外へ多くの学生を派遣している[5][6]。
  - 豊橋は12月に卒業研究を終えた後、1～2月の2カ月程度で実施する。学部卒で就職する者は研究室で何らかのプロジェクトを行う。また、研究室の共同研究先の企業で実務訓練を行い、その業務の延長線上の研究を大学院で行うこともある。

### 教育課程
- 長岡は教職課程があり、「高等学校教諭一種免許状・工業」や「高等学校教諭一種免許状・情報」を取得可能である[注釈 3]。大学院修士課程では専修免許状が取得可能である。豊橋には教職課程がない。
- 創立当初は、双方とも学部・修士の課程・専攻に対し、博士後期課程の専攻が異なっていた（学科構成をシャッフルしていた）が、現在豊橋は学部・博士前期・博士後期で一貫した専攻になっている[注釈 4]。
- 創立当初は双方とも3学期制であった[注釈 5]が、現在豊橋は前期後期の2学期制に移行している。双方とも3学期制の時分も、長岡の方が冬休みが長く、3学期は集中講義中心という違いがあった。
- 建設工学系において、長岡は土木中心、豊橋は建築＋土木の教育研究内容であった。現在、豊橋の環境・都市システム系は「建築コース」と「社会基盤コース」の2コース制である。

- 長岡には高専生が受講できるeラーニング科目がある。これは各高専でカリキュラムが異なるため、編入してからの授業で必要な科目を高専で受講していない事態に対応したものである[7][8]。
- 長岡には、大学院工学研究科修士課程に「原子力システム安全工学専攻」が開設された。同専攻の設置に伴い、全課程の学部3・4年生が受講できる「原子力安全工学コース」が設置された。
- 長岡には高専と協働する「戦略的技術者育成アドバンストコース」が設置されている。高専時代からこのコースに対応した科目を履修する必要がある。
- 豊橋の機械工学系には「MOT人材育成コース」があり、MOTに関連した講義の受講に加え、博士前期課程1年次の後期に「MOT企業実習」という企業と連携したプロジェクトが課されている。
- 豊橋には「テイラーメイド・バトンゾーン教育プログラム」や 「ダブルディグリープログラム」がある。後者は留学先と技科大、双方の学位を取得できる。
- 長岡には、大学院技術経営研究科「システム安全専攻」がある。社会人が学ぶ専門職課程であり、東京で週末に授業を受けることが出来る。「安全安心社会研究センター」と連携した多様な活動を行っている。

### 学生活動
- 技術系競技会に対し、長岡は大学設置のプロジェクトや研究室で取り組むことが、豊橋はクラブ活動（課外活動）として取り組むことが多い。
  - NHK大学ロボコンでは、長岡は当初研究室で[9]、現在はロボコンプロジェクトという組織で参加しており[10]、豊橋では最初は有志、二年目以降はロボコン同好会（名称は同好会だがクラブ）が出場している[11][12]。
  - 長岡では機械系の課程は4年次の前半に研究室に配属されてのプロジェクトが行われており、ソーラーカーの大会やレスキューロボットコンテストへ出場した事例がある。NHK大学ロボコンも当初はこの枠組みで参加していた。
  - 長岡では研究室でロボカップレスキューに参加している[13]。
  - 豊橋では自動車研究部が学生フォーミュラに参加している[14]。

### その他
- 長岡は「技大」や「長岡技大」、豊橋は「技科大」、「豊橋技科大」と略して区別することがある。バス停の名称も長岡は「技大前」豊橋は「技科大前」であり、学園祭も長岡は「技大祭」、豊橋は「技科大祭」である。